# Lewis County (Kentucky)
Lewis County je okres amerického státu Kentucky založený v roce 1807. Správním střediskem je město Vanceburg. Pojmenovaný je podle amerického cestovatele a vojáka Meriwethera Lewise.
Leží na severovýchodě Kentucky, přes řeku Ohio sousedí se státem Ohio.